# Roodvonk (ziekte)
Roodvonk of scarlatina is een relatief zeldzame infectieziekte die wordt veroorzaakt door de toxines van hemolytische streptokokken groep A, veel voorkomende bacteriën. De incubatietijd is 2 tot 4 dagen. Het kan op elke leeftijd voorkomen, maar komt het meest voor in de leeftijd van 5 tot 15 jaar. Besmetting vindt plaats door direct contact met een zieke of door hoesten. Besmettingsgevaar bestaat vanaf het begin van de klachten tot het moment dat de vlekjes zijn verdwenen. Het ziekteverloop is plotselinge koorts en keelpijn, hoofdpijn, misselijkheid en braken, één dag na het uitbreken van de ziekte ontstaan op de huid op warme lichaamsplaatsen donkerrode spikkels die soms jeuken, opvallend rode wangen, "roodvonkmasker": witte driehoek rond de mond en onder de neus. Na vijf dagen verdwijnen de vlekjes en de koorts. Op het hoogtepunt van de ziekte is de tong vuurrood en gezwollen ("aardbeientong"), heeft de patiënt geen eetlust, en transpireert veel. Na de ziekte treedt in het algemeen een flinke vervelling op.

## Symptomen
- Keelpijn
- Koorts
- Aardbeientong of frambozentong
- Gezwollen amandelen
- Hoofdpijn
- Braken
- Verspreide rode puntjes op de huid (kan aanvoelen als schuurpapier)
- Vervelling van de handpalmen en voetzolen

## Behandeling
- Spontane genezing zonder restletsels (na enkele dagen)
- Eventueel antibiotica, streptokokken zijn zonder uitzondering gevoelig voor gewone penicilline. Dit is alleen nuttig binnen 2-3 dagen na aanvang van de ziekte want hierna zijn de toxines door de bacteriën al aangemaakt.
- Er bestaat geen vaccin.

## Complicaties
Zelden ontstaat er een glomerulonefritis of acuut reuma na roodvonk. Er is nooit aangetoond dat behandeling met antibiotica de kans hierop doet afnemen. De oorzaak ligt in stoffen die het lichaam in antwoord op de infectie aanmaakt. De bacterie zelf is niet bij deze complicaties betrokken. Bij een tonsillitis kan een peritonsillair abces ontstaan. Verder moet in de differentiële diagnose rekening worden gehouden met de ziekte van Pfeiffer en met de ziekte van Kawasaki.